# مقاطعة ميللر (ميزوري)
مقاطعة ميللر (بالإنجليزية: Miller County)‏ هي إحدى المقاطعات في ولاية ميزوري في الولايات المتحدة الأمريكية.